# Tim Huelskamp
Timothy Alan Huelskamp, detto Tim (Fowler, 11 novembre 1968), è un politico statunitense, membro della Camera dei Rappresentanti per lo stato del Kansas dal 2011 al 2017.

## Biografia
Laureato in scienze politiche, Huelskamp lavorò nella fattoria di famiglia finché entrò in politica con il Partito Repubblicano.
Nel 1996 venne eletto all'interno della legislatura statale del Kansas, dove rimase per i successivi quattordici anni.
Nel 2010 si candidò alla Camera dei Rappresentanti per il seggio lasciato dal compagno di partito Jerry Moran e venne eletto deputato, per poi essere riconfermato nelle due tornate elettorali successive. Nel 2016 chiese un altro mandato agli elettori, ma venne sconfitto nelle primarie dal medico Roger Marshall.
Ideologicamente Huelskamp è considerato un repubblicano conservatore, esponente del Tea Party.